# Сарманай
Сармана́й (рос. Сарманай) — село у складі Шарлицького району Оренбурзької області, Росія.

## Населення
Населення — 746 осіб (2010; 926 у 2002).
Національний склад (станом на 2002 рік):
- татари — 89 %